# Tekantó
Tekanto är en ort i Mexiko.   Den ligger i kommunen Tekantó och delstaten Yucatán, i den östra delen av landet, 1 100 km öster om huvudstaden Mexico City. Tekanto ligger 15 meter över havet och antalet invånare är 3 425.
Terrängen runt Tekanto är mycket platt. Runt Tekanto är det ganska tätbefolkat, med 65 invånare per kvadratkilometer. Närmaste större samhälle är Izamal, 12,4 km sydost om Tekanto. I omgivningarna runt Tekanto växer i huvudsak blandskog.